# Straßenbahn Okazaki
| Brücke über den Oto (1955) |                            |                                    |                                    |
| Streckenlänge: | 8,8 km                     |                                    |                                    |
| Spurweite: | 1067 mm (Kapspur)          |                                    |                                    |
| Stromsystem: | 600 V =                    |                                    |                                    |
| Zweigleisigkeit: | Kōsei-chō – Okazaki-ekimae |                                    |                                    |
| |                            |                                    |                                    |
| Gesellschaft: | Meitetsu (Nagoya Tetsudō)  |                                    |                                    |
| \| \| \| Meitetsu Koromo-Linie \| \| \| \| 0,0 \| Daijuji (大樹寺) \| Daijuji (大樹寺) \| \| \| 0,5 \| Okazaki Iida (岡崎井田) \| Okazaki Iida (岡崎井田) \| \| \| 1,1 \| Igamachi (伊賀町) \| Igamachi (伊賀町) \| \| \| 1,4 \| Yahata-sha (八幡社) \| Yahata-sha (八幡社) \| \| \| 1,7 \| Shinmei-sha (神明社) \| Shinmei-sha (神明社) \| \| \| 2,0 \| Nomi-chō (能見町) \| Nomi-chō (能見町) \| \| \| 2,3 \| Honchō (本町) \| Honchō (本町) \| \| \| 2,6 \| Kōsei-chō (康生町) \| Kōsei-chō (康生町) \| \| \| 2,9 \| Tonobashi (殿橋) \| Tonobashi (殿橋) \| \| \| \| Oto-gawa \| \| \| \| \| Güterbahnhof Tonobashi \| \| \| \| 3,3 \| Higashiokazaki-ekimae (東岡崎駅前) \| Higashiokazaki-ekimae (東岡崎駅前) \| \| \| \| Meitetsu Nagoya-Hauptlinie \| \| \| \| 3,7 \| Daigaku-ka (大学下) \| Daigaku-ka (大学下) \| \| \| 4,0 \| Ashiikebashi (芦池橋) \| Ashiikebashi (芦池橋) \| \| \| 4,3 \| Nittabashi (新田橋) \| Nittabashi (新田橋) \| \| \| \| Depot \| \| \| \| 4,6 \| Shake-mae (車庫前) \| Shake-mae (車庫前) \| \| \| 5,1 \| Tozakichō (戸崎町) \| Tozakichō (戸崎町) \| \| \| \| Nisshinbō \| \| \| \| 5,4 \| Tozakiguchi (戸崎口) \| Tozakiguchi (戸崎口) \| \| \| 5,7 \| Jizōdō (地蔵堂) \| Jizōdō (地蔵堂) \| \| \| 6,0 \| Kitabane (北羽根) \| Kitabane (北羽根) \| \| \| \| Tōkaidō-Hauptlinie \| \| \| \| 6,3*0,0* \| Okazaki-ekimae (岡崎駅前) \| Okazaki-ekimae (岡崎駅前) \| \| \| \| \| \| \| \| 0,1* \| Übergang zur Eisenbahn \| Übergang zur Eisenbahn \| \| \| 0,6 \| Hashirachō (柱町) \| Hashirachō (柱町) \| \| \| 1,0 \| Higashi-Wakamatsu (東若松) \| Higashi-Wakamatsu (東若松) \| \| \| \| Tōkaidō-Hauptlinie \| \| \| \| 1,6 \| Nishi-Wakamatsu (西若松) \| Nishi-Wakamatsu (西若松) \| \| \| 2,5 \| Fukuokachō (福岡町) \| Fukuokachō (福岡町) \| \| \| \| Meitetsu Nishio-Linie \| \| |                            |                                    |                                    |
| Strecke (außer Betrieb) |                            | Meitetsu Koromo-Linie              | Meitetsu Koromo-Linie              |
| Bahnhof (Strecke außer Betrieb) | 0,0                        | Daijuji (大樹寺)                   | Daijuji (大樹寺)                   |
| Bahnhof mit U-Bahn Streckenende (Strecke außer Betrieb) | 0,5                        | Okazaki Iida (岡崎井田)            | Okazaki Iida (岡崎井田)            |
| U-Bahn-Haltepunkt / Haltestelle (Strecke außer Betrieb) | 1,1                        | Igamachi (伊賀町)                  | Igamachi (伊賀町)                  |
| U-Bahn-Bahnhof (Strecke außer Betrieb) | 1,4                        | Yahata-sha (八幡社)                | Yahata-sha (八幡社)                |
| U-Bahn-Haltepunkt / Haltestelle (Strecke außer Betrieb) | 1,7                        | Shinmei-sha (神明社)               | Shinmei-sha (神明社)               |
| U-Bahn-Bahnhof (Strecke außer Betrieb) | 2,0                        | Nomi-chō (能見町)                  | Nomi-chō (能見町)                  |
| U-Bahn-Haltepunkt / Haltestelle (Strecke außer Betrieb) | 2,3                        | Honchō (本町)                      | Honchō (本町)                      |
| U-Bahn-Bahnhof (Strecke außer Betrieb) | 2,6                        | Kōsei-chō (康生町)                 | Kōsei-chō (康生町)                 |
| U-Bahn-Bahnhof (Strecke außer Betrieb) | 2,9                        | Tonobashi (殿橋)                   | Tonobashi (殿橋)                   |
| U-Bahn-Brücke über Wasserlauf (Strecke außer Betrieb) |                            | Oto-gawa                           | Oto-gawa                           |
| U-Bahn-Abzweig geradeaus und von links (Strecke außer Betrieb) · U-Bahn-Betriebs-/Güterbahnhof Streckenende und quer (Strecke außer Betrieb) |                            | Güterbahnhof Tonobashi             | Güterbahnhof Tonobashi             |
| U-Bahn-Bahnhof (Strecke außer Betrieb) | 3,3                        | Higashiokazaki-ekimae (東岡崎駅前) | Higashiokazaki-ekimae (東岡崎駅前) |
| U-Bahn-Kreuzung mit Eisenbahn geradeaus unten (Strecke geradeaus außer Betrieb) · Bahnhof quer |                            | Meitetsu Nagoya-Hauptlinie         | Meitetsu Nagoya-Hauptlinie         |
| U-Bahn-Bahnhof (Strecke außer Betrieb) | 3,7                        | Daigaku-ka (大学下)                | Daigaku-ka (大学下)                |
| U-Bahn-Bahnhof (Strecke außer Betrieb) | 4,0                        | Ashiikebashi (芦池橋)              | Ashiikebashi (芦池橋)              |
| U-Bahn-Bahnhof (Strecke außer Betrieb) | 4,3                        | Nittabashi (新田橋)                | Nittabashi (新田橋)                |
| U-Bahn-Betriebsstelle Streckenanfang und quer (Strecke außer Betrieb) · U-Bahn-Abzweig geradeaus, nach rechts und von rechts (Strecke außer Betrieb) |                            | Depot                              | Depot                              |
| U-Bahn-Bahnhof (Strecke außer Betrieb) | 4,6                        | Shake-mae (車庫前)                 | Shake-mae (車庫前)                 |
| U-Bahn-Bahnhof (Strecke außer Betrieb) | 5,1                        | Tozakichō (戸崎町)                 | Tozakichō (戸崎町)                 |
| U-Bahn-Abzweig geradeaus und nach links (Strecke außer Betrieb) · U-Bahn-Betriebsstelle Streckenende und quer |                            | Nisshinbō                          | Nisshinbō                          |
| U-Bahn-Bahnhof (Strecke außer Betrieb) | 5,4                        | Tozakiguchi (戸崎口)               | Tozakiguchi (戸崎口)               |
| U-Bahn-Bahnhof (Strecke außer Betrieb) | 5,7                        | Jizōdō (地蔵堂)                    | Jizōdō (地蔵堂)                    |
| U-Bahn-Bahnhof (Strecke außer Betrieb) | 6,0                        | Kitabane (北羽根)                  | Kitabane (北羽根)                  |
| Strecke von rechts · U-Bahn-Strecke (außer Betrieb) |                            | Tōkaidō-Hauptlinie                 | Tōkaidō-Hauptlinie                 |
| Bahnhof · U-Bahn-Bahnhof (Strecke außer Betrieb) | 6,3*0,0*                   | Okazaki-ekimae (岡崎駅前)          | Okazaki-ekimae (岡崎駅前)          |
| |                            |                                    |                                    |
| Strecke · U-Bahn-Grenze mit Eisenbahn (Strecke außer Betrieb) | 0,1*                       | Übergang zur Eisenbahn             | Übergang zur Eisenbahn             |
| Strecke · Haltepunkt / Haltestelle (Strecke außer Betrieb) | 0,6                        | Hashirachō (柱町)                  | Hashirachō (柱町)                  |
| Strecke · Haltepunkt / Haltestelle (Strecke außer Betrieb) | 1,0                        | Higashi-Wakamatsu (東若松)         | Higashi-Wakamatsu (東若松)         |
| Strecke nach links · Kreuzung geradeaus unten (Strecke geradeaus außer Betrieb) |                            | Tōkaidō-Hauptlinie                 | Tōkaidō-Hauptlinie                 |
| Haltepunkt / Haltestelle (Strecke außer Betrieb) | 1,6                        | Nishi-Wakamatsu (西若松)           | Nishi-Wakamatsu (西若松)           |
| Bahnhof (Strecke außer Betrieb) | 2,5                        | Fukuokachō (福岡町)                | Fukuokachō (福岡町)                |
| Strecke (außer Betrieb) |                            | Meitetsu Nishio-Linie              | Meitetsu Nishio-Linie              |

Die Straßenbahn Okazaki, offiziell Okazaki-Stadtlinie (jap. 岡崎市内線 Okazaki shinai-sen) genannt, war eine Straßenbahnlinie in der japanischen Stadt Okazaki im Osten der Präfektur Aichi. 1899 zunächst als Pferdebahn eröffnet, wurde sie 1912 elektrifiziert und gehörte ab 1941 der Bahngesellschaft Meitetsu. In Betrieb war sie bis 1962.

## Beschreibung
Die in Kapspur (1067 mm) verlegte Strecke war 8,8 km lang und mit 600 V Gleichspannung elektrifiziert. Sie verband unter anderem die beiden wichtigsten Bahnhöfe der Stadt miteinander. Ihr nördlicher Ausgangspunkt war der Bahnhof Daijuji, wo die Strecke mit der Meitetsu Koromo-Linie verbunden war. Sie führte anschließend durch die Innenstadt und am Higashi-Okazaki vorbei, wo sie die Meitetsu Nagoya-Hauptlinie unterquerte. Weiterhin in südlicher Richtung verlaufend, erreichte sie den Bahnhof Okazaki an der Tōkaidō-Hauptlinie (zu der eine Gleisverbindung bestand). Von dort aus nutzte sie einen Teil der Meitetsu Nishio-Linie bis Fukuokachō. Der 3,7 km lange Abschnitt zwischen den Haltestellen Kōsei-chō und Okazaki-ekimae war zweigleisig ausgebaut, die übrige Strecke verfügte über ein Gleis.

## Geschichte
Das im Februar 1898 gegründete Unternehmen Okazaki Basha Tetsudō (岡崎馬車鉄道) strebte danach, mittels einer Pferdebahn das Stadtzentrum von Okazaki mit der weit außerhalb vorbeiführenden Tōkaidō-Hauptlinie der staatlichen Eisenbahn zu verbinden. Sie eröffnete am 1. Januar 1899 den ersten Abschnitt von 3,3 km Länge zwischen dem Bahnhof Okazaki und der Haltestelle Myōdaiji (der dort befindliche Bahnhof Higashi-Okazaki besteht erst seit 1923). Die Spurweite der eingleisigen Strecke betrug 762 mm. Einige Quellen geben an, dass die Strecke im Dezember 1899 das 200 m weiter entfernte südliche Ende der Tono-Brücke (Tonobashi) über den Fluss Oto erreichte. Am 22. Juni 1907 folgte eine Verlängerung zum nördlichen Ende der Tono-Brücke.
Im Oktober 1911 beschloss eine außerordentliche Hauptversammlung die Elektrifizierung der Pferdebahn, die Umspurung auf 1067 mm und die Umbenennung des Unternehmens in Okazaki Denki Kidō (岡崎電気軌道; „Elektrische Straßenbahn Okazaki“). Die entsprechenden Arbeiten begannen im Juni 1912 und waren am 1. September desselben Jahres abgeschlossen. Zehn Jahre später wurde die bestehende Strecke zweigleisig ausgebaut und am 8. September 1923 um 2,4 km von Tonobashi nach Okazaki Iida verlängert. Am 27. Dezember 1924 ging das 500 m lange, nach Eisenbahnparametern erbaute Teilstück von Okazaki Iida nach Daijuji in Betrieb; dort bestand ein Übergang zur Koromo-Linie, einer Überlandstrecke nach Modachi. Zweieinhalb Jahre später ging die Okazaki Denki Kidō am 19. Juli 1927 in der Bahngesellschaft Mikawa Tetsudō auf, der Betreiberin der Mikawa-Linie. Diese setzte ab 1934 Dieseltriebwagen für den durchgehenden Betrieb zwischen dem Bahnhof Okazaki und Uwa Goromo am nördlichen Ende der Koromo-Linie ein.
Durch die Übernahme der Mikawa Tetsudō am 1. Juni 1941 ging der Straßenbahnbetrieb in Okazaki an die Meitetsu über und erhielt die Bezeichnung „Okazaki-Stadtlinie“; die neue Besitzerin zog am selben Tag die Dieseltriebzüge ab. Ein amerikanischer Luftangriff beschädigte am 20. Juli 1945 das Depot und zerstörte dabei sieben Wagen (darunter einen Sprengwagen). Während des Pazifikkriegs war die vom Bahnhof Okazaki aus verlaufende eingleisige Nishio-Linie von der Regierung als „nicht dringlich“ erklärt und deshalb eingestellt worden. Am 1. Dezember 1951 nahm die Meitetsu das 2,5 km lange Teilstück bis Fukuokachō wieder in Betrieb und ließ darauf die Straßenbahn verkehren. Zwar baute die Meitetsu den kurzen Abschnitt zwischen Tonobashi und Kōsei-chō 1954 zweigleisig aus, tätigte ansonsten aber kaum noch Investitionen in die Straßenbahn. Sie wurde am 17. Juni 1962 auf ihrer gesamten Länge stillgelegt und durch Buslinien ersetzt.